# Shiraoi
Shiraoi (japanska: 白老町?, Shiraoi-chō) är en landskommun (köping) i Hokkaido prefektur i Japan. 